# Ким, Георгий Владимирович
Георгий Владимирович Ким (род. 11 мая 1953, Алма-Ата) — государственный деятель Республики Казахстан, заместитель Генерального Прокурора Республики Казахстан — Председатель Комитета по правовой статистике и специальным учётам Генеральной прокуратуры Республики Казахстан, министр юстиции с 2002 по 2003, кандидат юридических наук.

## Биография
Родился 11 мая 1953 года в Алма-Ате.
В 1974 году окончил Карагандинскую Высшую школу МВД Казахской ССР, по специальности правоведение.
С 1 октября 1970 по 2 июня 1990 года — Служба в органах внутренних дел. Непрерывно 19 лет 6 месяцев 26 дней (в Карагандинской Высшей школе МВД СССР).
2 июня 1990 года назначен советником Президентского Совета Казахской ССР Аппарата Президента Казахской ССР.
1 января 1991 года назначен старшим референтом Государственно-правовой референтуры Аппарата Президента Казахской ССР.
С 1 июля 1991 года — Старший референт Государственно-правового отдела Аппарата Президента Казахской ССР и Кабинета Министров Казахской ССР.
С 2 июля 1992 по 5 июля 1995 года занимает пост судьи Конституционного суда Республики Казахстан.
С 30 июля 1995 по 18 марта 1997 год — Председатель Государственного комитета Республики Казахстан по национальной политике.
С 23 мая 1997 по 17 ноября 1997 года — Заместитель заведующего Отделом внутренней политики Администрации Президента Республики Казахстан.
С 10 ноября 1997 — Заведующий Отделом законодательства Аппарата Сената Парламента Республики Казахстан.
С 16 апреля 1998 по 1 декабря 1999 — Депутат Сената Парламента Республики Казахстан.
С 11 февраля 2000 занимает пост вице-министра юстиции Республики Казахстан.
С 17 февраля 2001 года — заместитель Генерального Прокурора Республики Казахстан.
С 15 октября 2001 года — советник Президента Республики Казахстан — Председатель Высшего Судебного Совета Республики Казахстан.
С 29 января 2002 по февраль 2003 года — министр юстиции Республики Казахстан.
С февраля 2003 по март 2004 — Советник Президента РК, председатель Комиссии по вопросам борьбы с коррупцией и соблюдения служебной этики государственными служащими при Президенте РК.
С 30 марта 2004 года занимает пост заместителя Генерального Прокурора Республики Казахстан — Председателя Комитета по правовой статистике и специальным учётам Генеральной прокуратуры Республики Казахстан.
3 сентября 2009 года освобождён от занимаемой должности в связи с переходом на другую работу.
С 2009 по 2010 годы — председатель Комитета по судебному администрированию при Верховном Суде Республики Казахстан.
В 2011 году на I съезде Частных судебных исполнителей Г. В. Ким был избран Председателем Республиканской Коллегии частных судебных исполнителей РК.
С 2013 по 2019 годы — Депутат Сената Парламента Республики Казахстан, Член Комиссии по регламенту и депутатской этике, Член Комитета по международным отношениям, обороне и безопасности, Председатель Комитета по конституционному законодательству, судебной системе и правоохранительным органам.

## Награды
- Медаль «За безупречную службу» 3 ст. (1980)
- Медаль «За безупречную службу» 2 ст. (1985)
- Медаль Астана
- Орден «Содружество» (12 апреля 2018 года, Межпарламентская ассамблея СНГ) — за активное участие в деятельности Межпарламентской Ассамблеи и её органов, вклад в укрепление дружбы между народами государств — участников Содружества Независимых Государств[4]
- Почётная грамота Совета МПА СНГ (13 октября 2017 года, Межпарламентская ассамблея СНГ) — за активное участие в деятельности Межпарламентской Ассамблеи и её органов, вклад в укрепление дружбы между народами государств — участников Содружества Независимых Государств[5]